# 謝稚柳
謝稚柳 (中：谢稚柳 （shay jer-leo）; 1910–1997)は、近代中国を代表する伝統画家、美術鑑定家である。江蘇省武進区に生まれる。氏を稚、字を壮暮、稚柳、號を遲燕といい、字で知られる。海派の一人。謝と妻陳佩秋は近代の書壇で最も有名な夫婦である。

## 生涯
1910年に江蘇省武進区（現在の常州市の一部）で生を受ける。
9歳で江南の学者銭名山に師事し、経史子集や詩詞歌賦を学ぶ。これは、直接的な写生と古の名画の模写を組み合わせたものである。19歳になると、明の時代の巨匠である陳洪綬の臨書を始めた。
1930年代には、著名な画家である張大千や沈尹黙と親交を結ぶ。1942年には張とともに敦煌へ赴き、莫高窟の書を究めた。帰郷の後には『敦煌艺术叙录』や『敦煌石窟集』など、複数の書物を著した。
1943年には、日中戦争中に重慶に疎開していた国立中央大学（現在の南京大学）の美術教授に名を連ねる。また成都、重慶、昆明、西安、上海など、多くの都市で個展を持った。
1949年の中華人民共和国成立後は国家文物局にて文化財保護に携わり、以降上海博物館の顧問や中國美術家協會上海支部の副会長を務めた。
1997年、上海にて逝去。享年87歳。

## 展示
謝稚柳の作品は、北京の中国美術館に所蔵されており、上海の中華芸術宮で開催された著名画家展では、7人の作家の1人に選ばれた。また、故郷である常州市に多くの作品を寄贈しており、市は1992年に常州博物館内に謝稚柳美術館を設立した。
2010年には、彼の生誕100周年を記念して娘の謝小平から寄贈された約150点の作品が、ニューヨークのメトロポリタン美術館で展示された。
妻である陳佩秋も著名な画家である。2015年、上海市人民政府は夫妻を称え浦東新区の南匯新城鎮に謝稚柳陳佩秋芸術館を設立した。

## 引用
1. 1 2 3  Metropolitan Museum of Art 2010.
2. 1 2  Lin Jiejie 2011.
3. 1 2  Sullivan 2006.
4. ↑  China Art Museum 2012.
5. ↑  袁思陶.
6. 1 2 3 4 5  袁思陶 2006.
7. ↑  Archilovers 2016.
8. ↑  Art China 2010.

## 註釈
1. ↑  彼は近代を代表する書画の巨匠であると同時に、著名な書画鑑定家である。六朝から唐、宋にかけての書画の境地を筆に取り、特に山水、花卉、人物を得意とした。また、雅やかで清らか詩文をも得意とした。